# Frykstabanan
Ej att förväxla med Fryksdalsbanan.
Frykstabanan var Sveriges första järnväg för allmän trafik. Den gick åren 1849–1871 mellan Fryksta vid Nedre Fryken och Lyckans lastplats vid Klarälven.

## Historik
Banan var 8 km lång med en spårvidd på 1101 mm. Den byggdes av Fryksstads Jernvägsaktiebolag som startade med en aktieteckning på 100 000 riksdaler och ett statligt lån på 50 000 riksdaler. Bolaget fick byggtillstånd den 9 februari 1849 och järnvägen öppnades den 5 september 1849 av konungen, Oscar I.  Banan stakades av den svenska järnvägsbyggaren Claes Adolf Adelsköld,. Undersökningsförrättare och arbetschef var Carl Edward Norström. Utöver järnvägen köpte bolaget ett ångfartyg av järn för trafiken på Klarälven mellan Lyckan och Karlstad. Järnvägen kostade med marklösen 80 000 riksdaler och ångfartyget 28 000 riksdaler.
Banan var från början hästdragen, men 1856 anskaffades loket Fryckstad. Loket byggdes 1855 av Munktells Mekaniska Verkstad i Eskilstuna, och togs i drift juni 1856. Det var dock inte först i Sverige, eftersom den 7 mars det året hade Nora-Ervalla Järnväg invigts med ångloket Oscar med en resa från Örebro till Nora och åter.
Frykstabanan lades ner på hösten 1871. Banan ersattes med den tre kilometer långa normalspåriga bibanan till Nordvästra stambanan mellan Kil och Fryksta som öppnades den 15 juni 1872 och las ned 1974 (och 1915 hade Fryksdalsbanan byggts längs hela sjön vilket minskade behovet av båttrafik). Loket Fryckstad finns idag på museum i Gävle.

### På internet
- Uppslag samt karta över järnvägens sträckning på Fornsök.
- Artikel av Dick Harrison i Svenska Dagbladet om tidiga järnvägar i Sverige.
- Artikel på hemsidan http://cyklabanvall.nu.
- Uppgifter längre ner på sidan på hemsidan https://www.svenska-lok.se.